# Angu de Caroço
Angu de Caroço é um filme de comédia brasileiro lançado em 1954, dirigido por Eurides Ramos, que assinara o escrito  com Victor Lima, sendo produzido por Alípio Ramos e J. B. Tanko.

## Elenco[2]
- Ankito...Barbeiro
- Heloísa Helena...Patroa rica
- Anilza Leoni...Filha da Patroa
- Orlando Drummond ...Lulu
- Adriano Reys
- Consuelo Leandro
- Costinha
- Cid Moreira
- Agildo Ribeiro
- Amadeu Celestino
- Manoel Vieira
- Mara Abrantes
- Carlos Duval
- Iris Delmar